# Do svidániya (álbum)
Do svidániya (en ruso: До свидания), traducido como Adiós, es el quinto álbum de estudio del dúo ruso IC3PEAK, lanzado el 24 de abril de 2020. Hay 12 composiciones en el álbum, entre ellas hay composiciones conjuntas con Ghostemane, Husky y ZillaKami. Fue anunciado el 28 de febrero junto con el sencillo y videoclip "Marcha".

## Lanzamiento
El quinto álbum de estudio del dúo ruso IC3PEAK titulado Do svidániya se lanzó el 24 de abril de 2020, junto con los sencillos Marsh  y TRRST, lanzados anteriormente, y es el primer álbum en 2 años después del álbum Skazka.
El 28 de abril, tres días después del lanzamiento del álbum, se lanzó el videoclip de la canción Plak-plak.

## Lista de canciones
| До свидания |                                |          |  |
| N.º         | Título                         | Duración |  |
| 1.          | «Мёртвая луна»                 | 3:16     |  |
| 2.          | «Я целую твой труп»            | 3:53     |  |
| 3.          | «Интерлюдия»                   | 1:37     |  |
| 4.          | «Всё равно»                    | 3:03     |  |
| 5.          | «У меня нет друзей»            | 4:00     |  |
| 6.          | «Плак-Плак»                    | 3:23     |  |
| 7.          | «мкАД»                         | 3:02     |  |
| 8.          | «Яма» (con Ghostemane)         | 3:36     |  |
| 9.          | «TRRST» (con ZillaKami)        | 3:04     |  |
| 10.         | «Марш»                         | 2:32     |  |
| 11.         | «Весело и грустно» (con Husky) | 3:14     |  |
| 12.         | «Ещё»                          | 1:21     |  |
| 36:04       |                                |          |  |

## Composición discográfica
- Anastasia Kreslina - voz, intérprete principal (1-12 pistas)
- Ghostemane - voz, intérprete invitado (pista 8)
- ZillaKami - voz, artista invitado (pista 9)
- Husky - voz, intérprete invitado (pista 11)